# Werchiwzi (Sambir)
Werchiwzi (ukrainisch Верхівці; russisch Верховцы Werchowzy, polnisch Rajtarowice, auch Rytarowice) ist ein Dorf in der westukrainischen Oblast Lwiw mit etwa 1000 Einwohnern.
Es gehörte mit 14 anderen Dörfern zur Landratsgemeinde Wolja-Baranezka.
Am 12. Juni 2020 wurde die Landratsgemeinde aufgelöst und der Landgemeinde Biskowytschi unterstellt.

## Geschichte
Nach der örtlichen Tradition wurde das Dorf von der Familie Rajtarowski gegründet.
Es ist möglich, dass der ursprüngliche Name Rytarowice bzw. Rajtarowice vom deutschen Wort Ritter abgeleitet war.
1507 wurde eine orthodoxe Kirche erwähnt. Unter der Familie Ustrzycki wurde dem Ort angeblich ein Stadtrecht gegeben, und er wurde später gelegentlich bis 1794 als eine Stadt bezeichnet.
Die Ortschaft gehörte zunächst zur Woiwodschaft Ruthenien der Adelsrepublik Polen-Litauen. Bei der Ersten Teilung Polens kam es 1772 zum neuen Königreich Galizien und Lodomerien des habsburgischen Kaiserreichs (ab 1804). Nach der Aufhebung der Patrimonialherrschaften bildete es eine Gemeinde im Bezirk Sambor.
Im Jahre 1900 hatte die Gemeinde eine Fläche von 806 Hektar, 201 Häuser mit 1154 Einwohnern, davon waren 1110 ruthenischsprachig, 39 polnischsprachig, 1044 griechisch-katholisch, 63 römisch-katholisch, 47 israelitisch.
1919, nach dem Zusammenbruch der k.u.k. Monarchie und dem Ende des Polnisch-Ukrainischen Kriegs, kam der Ort zu Polen. 1937 wurde Rajtarowice zum Sitz einer Gemeinde an der Stelle der Gemeinde Bylice. Im Zweiten Weltkrieg gehörte der Ort zuerst zur Sowjetunion und ab 1941 zum Generalgouvernement, ab 1945 wieder zur Sowjetunion, heute zur Ukraine.
Am 7. Mai 1946 wurde der bis dahin den ukrainischen Namen Rajtarewytschi (Райтаревичі) tragenden Ort auf seinen heutigen Namen umbenannt.